# Oľga Borodáčová
Oľga Borodáčová, rozená Országhová (16. prosince 1899, Záturčie-Martin – 13. září 1986, Bratislava) byla slovenská herečka, manželka divadelního režiséra Jána Borodáče.

## Život
Herectví studovala v Praze (1920–1921) a téměř celý život (s výjimkou dvou roků počátkem 20. let a 8letého pobytu v Košicích mezi roky 1945 a 1953) byla až do důchodu (1978) členkou Činohry Slovenského národního divadla v Bratislavě. Vytvořila velké postavy klasické slovenské a ruské tvorby: Maru v Tajovského Ženském zákoně, Máliku v Stodolově Maríně Havranové, Evu v Bačově ženě téhož autora a královnu Tamaru ve Hviezdoslavově tragédii Herodes a Herodias.
V letech 1928–1942 vyučovala na Hudební a dramatické akademii v Bratislavě (nyní Konzervatoř v Bratislavě). Kromě hraní v divadle účinkovala v sedmi dlouhometrážních filmech.
V roce 1955 byla jmenována zasloužilou a roku 1961 národní umělkyní.